# Tylostigma foliosum
Tylostigma foliosum är en orkidéart som beskrevs av Rudolf Schlechter. Tylostigma foliosum ingår i släktet Tylostigma och familjen orkidéer. Inga underarter finns listade i Catalogue of Life.